# Eccellenza Molise 2020-2021
Il campionato italiano di calcio di Eccellenza regionale 2020-2021 è il ventinovesimo organizzato in Italia. Rappresenta il quinto livello del calcio italiano. Questo è il girone organizzato dal comitato regionale della regione Molise.

## Stagione

### Formula
Le 16 squadre partecipanti disputano un girone all'italiana con partite di andata e ritorno per un totale di 30 giornate. La prima classificata viene promossa in Serie D. Le squadre classificate dal secondo al quinto posto sono ammesse ai play-off per decretare quale squadra partecipa agli spareggi nazionali per la promozione in Serie D. L'ultima classificata viene retrocessa direttamente nel campionato di Promozione. Le squadre classificate dal dodicesimo al quindicesimo posto sono ammesse ai play-out per decretare due retrocessioni in Promozione. Dalla stagione precedente, due promozioni in Serie D, una retrocessione in Promozione e la mancata iscrizione della S.S.D. Isernia Football Club, che si unisce con l'U.S. Roccasicura, lasciano quattro posti liberi che vanno appannaggio delle vincenti e ripescate dalla Promozione Molise 2019-2020 (Aurora Ururi 1924, Castel di Sangro Cep 1953, Ala Fidelis e San Leucio Volturnia). 

### Avvenimenti
L'A.S.D. Aurora Capriatese diventa A.S.D. Aurora Alto Casertano, il Volturnia Calcio diventa San Leucio Volturnia e, come già detto, l'U.S. Roccasicura si unisce con S.S.D. Isernia Football Club e con la Fraterna diventando Città di Isernia Fraterna Roccasicura.
Il 25 ottobre, in quanto disposto dal DPCM del 24 ottobre 2020 sull'aggravarsi della pandemia di COVID-19 del 2020 in Italia, il calcio dilettantistico è stato sospeso fino al 24 novembre 2020, sospensione poi prolungata prima fino al 3 dicembre 2020, poi fino al 15 gennaio 2021 e infine sospeso fino al 5 marzo 2021.
Nel marzo 2021, si è deciso per una ripartenza, anzi, continuazione del campionato con undici adesioni volontarie e cinque defezioni, per poi, date altre quattro rinunce, cancellare tutto e ricominciare da capo con un nuovo girone.

## Squadre partecipanti
| Club                                             | Città (provincia)        | Stadio o campo sportivo               | Stagione precedente            |
| ------------------------------------------------ | ------------------------ | ------------------------------------- | ------------------------------ |
| A.S.D. Ala Fidelis                               | Alfedena (AQ)            | Mirror Stadium                        | 3º posto in Promozione Molise  |
| A.S.D. Aurora Alto Casertano                     | Capriati a Volturno (CE) | Stadio comunale                       | 8º posto in Eccellenza Molise  |
| A.S.D. Aurora Ururi 1924                         | Ururi (CB)               | Stadio Michele Fiorilli               | 1º posto in Promozione Molise  |
| A.S.D. Baranello                                 | Baranello (CB)           | Stadio Colle Calicare                 | 10º posto in Eccellenza Molise |
| U.S.D. Bojano                                    | Bojano (CB)              | Stadio Adriano Colalillo              | 13º posto in Eccellenza Molise |
| F.C.D. Calcio Termoli 1920                       | Termoli (CB)             | Stadio Gino Cannarsa                  | 14º posto in Eccellenza Molise |
| A.S.D. U.S. Campobasso 1919                      | Campobasso               | Antistadio Selvapiana                 | 15º posto in Eccellenza Molise |
| A.S.D. Pol. Campodipietra                        | Campodipietra (CB)       | Stadio Passarelli                     | 4º posto in Eccellenza Molise  |
| A.C.D. Castel di Sangro Cep 1953                 | Castel di Sangro (AQ)    | Complesso Polisportivo Erba Sintetica | 2º posto in Promozione Molise  |
| S.S.D.R.L. Città di Isernia Fraterna Roccasicura | Isernia                  | Stadio Mario Lancellotta              | 9º posto in Eccellenza Molise  |
| A.S.D. Pietramontecorvino                        | Pietramontecorvino (FG)  | Stadio comunale                       | 11º posto in Eccellenza Molise |
| A.S.D. Pol. Gambatesa                            | Gambatesa (CB)           | Stadio del Toppo                      | 12º posto in Eccellenza Molise |
| A.S.D. Real Guglionesi                           | Guglionesi (CB)          | Comunale                              | 6º posto in Eccellenza Molise  |
| A.S.D. San Leucio Volturnia                      | Cerro al Volturno (IS)   | Stadio Mario di Ianni                 | 4º posto in Promozione Molise  |
| A.S.D. Sesto Campano Calcio                      | Sesto Campano (IS)       | Comunale                              | 7º posto in Eccellenza Molise  |
| U.S. Venafro A.S.D.                              | Venafro (IS)             | Stadio Marchese Alessandro del Prete  | 3º posto in Eccellenza Molise  |

## Classifica finale
|  | Pos. | Squadra                | Pt | G | V | N | P | GF | GS | DR  |
|  | ---- | ---------------------- | -- | - | - | - | - | -- | -- | --- |
|  | 1.   | Aurora Alto Casertano  | 18 | 6 | 6 | 0 | 0 | 25 | 0  | +25 |
|  | 2.   | Isernia F. R.          | 16 | 6 | 5 | 1 | 0 | 15 | 2  | +13 |
|  | 3.   | Campodipietra          | 15 | 6 | 5 | 0 | 1 | 24 | 11 | +13 |
|  | 4.   | Venafro                | 13 | 6 | 4 | 1 | 1 | 12 | 2  | +10 |
|  | 5.   | Sesto Campano          | 10 | 6 | 3 | 1 | 2 | 8  | 5  | +3  |
|  | 6.   | Bojano                 | 10 | 6 | 3 | 1 | 2 | 8  | 12 | -4  |
|  | 7.   | Aurora Ururi 1924      | 9  | 6 | 2 | 3 | 1 | 12 | 8  | +4  |
|  | 8.   | Real Guglionesi        | 8  | 6 | 2 | 2 | 2 | 10 | 5  | +5  |
|  | 9.   | Termoli                | 7  | 6 | 2 | 1 | 3 | 10 | 9  | +1  |
|  | 10.  | San Leucio Volturnia   | 7  | 6 | 2 | 1 | 3 | 5  | 10 | -5  |
|  | 11.  | Pietramontecorvino     | 5  | 6 | 1 | 2 | 3 | 6  | 13 | -7  |
|  | 12.  | Polisportiva Gambatesa | 5  | 6 | 1 | 2 | 3 | 8  | 16 | -8  |
|  | 13.  | Ala Fidelis            | 5  | 6 | 1 | 2 | 3 | 5  | 15 | -10 |
|  | 14.  | Baranello              | 4  | 6 | 1 | 1 | 4 | 6  | 13 | -7  |
|  | 15.  | Castel di Sangro       | 3  | 6 | 1 | 0 | 5 | 4  | 17 | -13 |
|  | 16.  | Campobasso 1919        | 0  | 6 | 0 | 0 | 6 | 2  | 22 | -20 |

Legenda:
       Promossa in Serie D 2021-2022
 ammessa ai play-off o ai play-out
       Retrocessa in Promozione 2021-2022
Regolamento:
Tre punti a vittoria, uno a pareggio, zero a sconfitta.
La classifica tiene conto di:
- Punti.
- Differenza reti generale.

## Risultati

### Tabellone
- aggiornati al 25 ottobre 2021

|                       | ALA  | AAC  | URU | BAR | BOJ | TER  | CBS  | CAM  | CDS  | CIS | PMC | GAM  | GUG  | SLV | SCC  | VEN  |
| --------------------- | ---- | ---- | --- | --- | --- | ---- | ---- | ---- | ---- | --- | --- | ---- | ---- | --- | ---- | ---- |
| Ala Fidelis           | –––– | -    | -   | -   | -   | -    | -    | -    | 2-0  | 0-3 | 1-1 | -    | -    | -   | -    | -    |
| Aurora Alto Casertano | 8-0  | –––– | -   | -   | 8-0 | -    | -    | -    | 3-0  | -   | -   | -    | -    | -   | -    | -    |
| Aurora Ururi          | -    | -    |     | -   | -   | 1-4  | -    | 4-0  | -    | -   | -   | 3-3  | -    | -   | -    | -    |
| Baranello             | -    | -    | 0-3 |     | -   | -    | -    | 1-3  | -    | -   | -   | -    | -    | -   | -    | 0-3  |
| Bojano                | -    | -    | -   | -   |     | -    | -    | -    | -    | 0-2 | 5-1 | -    | -    | -   | 2-1  | -    |
| Calcio Termoli        | 1-1  | -    | -   | -   | 0-1 | –––– | 5-0  | -    | -    | -   | -   | -    | -    | -   | -    | -    |
| Campobasso            | -    | -    | -   | 1-3 | -   | -    | –––– | -    | -    | 1-3 | -   | -    | -    | -   | 0-2  | -    |
| Pol. Campodipietra    | -    | -    | -   | -   | -   | -    | 6-0  | –––– | -    | -   | -   | 7-2  | 3-2  | -   | -    | -    |
| Castel di Sangro      | -    | -    | -   | 2-1 | -   | -    | -    | 2-5  | –––– | -   | -   | -    | 0-3  | -   | -    | -    |
| Città di Isernia      | -    | -    | -   | -   | -   | -    | -    | -    | -    |     | 3-0 | -    | -    | 3-0 | -    | 1-1  |
| Pietramontecorvino    | -    | 0-3  | -   | -   | -   | -    | -    | -    | 3-0  | -   |     | -    | -    | 1-1 | -    | -    |
| Pol. Gambatesa        | -    | -    | -   | -   | 0-0 | -    | 3-0  | -    | -    | -   | -   | –––– | 0-4  | -   | -    | -    |
| Real Guglionesi       | -    | -    | 0-0 | 1-1 | -   | -    | -    | -    | -    | -   | -   | -    | –––– | -   | 0-1  | -    |
| San Leucio Voltunia   | 2-1  | 0-2  | -   | -   | -   | 2-0  | -    | -    | -    | -   | -   | -    | -    |     | -    | -    |
| Sesto Campano         | -    | -    | 1-1 | -   | -   | -    | -    | -    | -    | -   | -   | -    | -    | 3-0 | –––– | 0-2  |
| Venafro               | -    | 0-1  | -   | -   | -   | 4-0  | -    | -    | -    | -   | -   | 2-0  | -    | -   | -    | –––– |

## Ripresa in primavera con nuovo girone
Nel marzo 2021 si è deciso per una ripartenza con adesioni volontarie senza retrocessioni di nessun tipo, con una promozione in Serie D 2021-2022, riprendendo il campionato da dove era stato sospeso a partire dal 25 aprile al 27 giugno 2021, con giornate di sola andata e play-off, continuando con undici squadre senza le cinque rinunciatarie (Baranello, Caste Di Sangro, Pol. Campodipietra, Pol. Gambatesa e U.S. Campobasso 1919). Tuttavia, la rinuncia di altre quattro squadre (Ala Fidelis, Aurora Ururi, Pietramontecorvino e Real Guglionesi) poco prima dell'inizio della ripresa, costringeva il Comitato Regionale Molise a cancellare tutto e ricominciare da capo con un nuovo calendario di sola andata che determinava le quattro squadre per i play-off: semifinali andata e ritorno e finale unica su campo neutro.

### Classifica finale
|  | Pos. | Squadra               | Pt | G | V | N | P | GF | GS | DR  |
|  | ---- | --------------------- | -- | - | - | - | - | -- | -- | --- |
|  | 1.   | Aurora Alto Casertano | 16 | 6 | 5 | 1 | 0 | 13 | 4  | +9  |
|  | 2.   | Isernia F. R.         | 11 | 6 | 3 | 2 | 1 | 9  | 3  | +6  |
|  | 3.   | Venafro               | 10 | 6 | 3 | 1 | 2 | 9  | 4  | +5  |
|  | 4.   | Termoli               | 10 | 6 | 3 | 1 | 2 | 8  | 7  | +1  |
|  | 5.   | Bojano                | 10 | 6 | 3 | 1 | 2 | 13 | 9  | +4  |
|  | 6.   | Sesto Campano         | 3  | 6 | 1 | 0 | 5 | 4  | 12 | -8  |
|  | 7.   | San Leucio Volturnia  | 0  | 6 | 0 | 0 | 6 | 4  | 21 | -17 |

Legenda:
      Promossa in Serie D 2021-2022
 ammessa ai play-off
Regolamento:
Tre punti a vittoria, uno a pareggio, zero a sconfitta.
La classifica finale tiene conto di:
- Punti.
- Scontri diretti.
- Differenza reti generale.
- Reti realizzate.
- Sorteggio.

### Play-off

#### Semifinale andata
|                | Risultati |                        | Luogo, data e ora                 |
| -------------- | --------- | ---------------------- | --------------------------------- |
| Calcio Termoli | 0 - 2     | Aurora Alto Casertano  | Termoli, 6 giugno 2021, ore 16:00 |
| Venafro        | 1 - 3     | Città di Isernia F. R. | Venafro, 6 giugno 2021, ore 16:00 |

#### Semifinale ritorno
|                        | Risultati |                | Luogo, data e ora                              |
| ---------------------- | --------- | -------------- | ---------------------------------------------- |
| Aurora Alto Casertano  | 2 - 1     | Calcio Termoli | Capriati a Volturno, 13 giugno 2021, ore 16:00 |
| Città di Isernia F. R. | 3 - 1     | Venafro        | Isernia, 13 giugno 2021, ore 16:00             |

#### Finale
|                       | Risultati     |                        | Luogo, data e ora                 |
| --------------------- | ------------- | ---------------------- | --------------------------------- |
| Aurora Alto Casertano | 1-1 (4-3 dcr) | Città di Isernia F. R. | Campobasso, 19 giugno 2021, 16:00 |